# مجله استایلوس
مجله استایلوس (به انگلیسی: Stylus Magazine) یک مجلهٔ موسیقی و فیلم آنلاین بود که در سال ۲۰۰۲ پایه‌گذاری شد و در سال ۲۰۰۷ بسته شد. تا فوریه ۲۰۱۳ محتوای سایت قابل دسترسی است ولی مطلب جدیدی منتشر نمی‌شود.